# Energetická třída spotřebiče
Energetická třída spotřebiče určuje množství spotřebovávané elektrické energie spotřebičem používaným na území Evropské unie. Energetické třídy jsou definovány směrnicemi EU a jednotlivé členské země je pak zabudovávají do svých legislativ. Každý spotřebič by pak měl být takovou značkou označen. Toto označení bývá součástí energetického štítku, jehož používání je v Evropské unii povinné. S rozvojem elektrických spotřebičů se zavádí nové třídy; nižší třídy (tedy vyšší spotřeba energií) se zakazují prodávat. Tedy pokud již někdo má doma spotřebič s vyšší energetickou třídou může ho mít dokud se mu nenávratně nerozbije. Stejný spotřebič však legálně nezakoupí.
Pro každý druh spotřebiče je pak štítek jiný, zůstává pouze jednotná stupnice. Jedná se o chladničky, mrazničky a kombinace; pračky; sušičky; myčky nádobí; trouby; žárovky a zářivky; klimatizace; bojlery; ostatní. Výrobci jsou povinní uvádět na spotřebičích, do jaké energetické třídy patří.
Dlouhodobým cíle Evropské unie je snižovat energetickou náročnost spotřebičů. Proto je například od 1. července 2010 zakázáno uvádět na trh chladničky, mrazničky (případně kombinace obou) třídy B, C a horší. Od 1. července 2012 je omezen také prodej spotřebičů třídy A. Od roku 2014 se mohou uvádět na trh pouze chladicí zařízení s energetickou třídou A+.

## Energetické třídy
S koncem roku 2011 došlo u chladniček, mrazniček, praček a myček k zavedení nových energetických tříd A+, A++ a A+++. Jednotlivé třídy jsou (od nejúspornější k nákladnější):
A+++, A++, A+, A, B, C, D, E,  F, G

Od 1. března 2021 bylo zavedeno nové označování energetických tříd v rozsahu A až G.
Hlavní změnou je opuštění tříd A+, A++ a A+++. Nejúspornější výrobek je označen třídou „A” a nejméně šetrný je označen třídou „G”.
Nové energetické štítky platí pro těchto 6 skupin spotřebičů:
1. Myčky nádobí
2. Pračky a kombinované pračky se sušičkou
3. Chladničky, mrazničky a vinotéky 
4. Svítidla a světelné zdroje (změna až od 1.9.2021) 
5. Elektronické displeje (displeje televizorů, monitorů a digitálních informačních displejů) 
6. Komerční chladicí zařízení s přímou prodejní funkcí, tj. komerční chladničky používané v prodejnách a prodejních automatech
U dalších spotřebičů, jako jsou sušičky, vysavače apod. se předpokládá zavedení nových štítků v roce 2022.